# Hamada (woestijn)

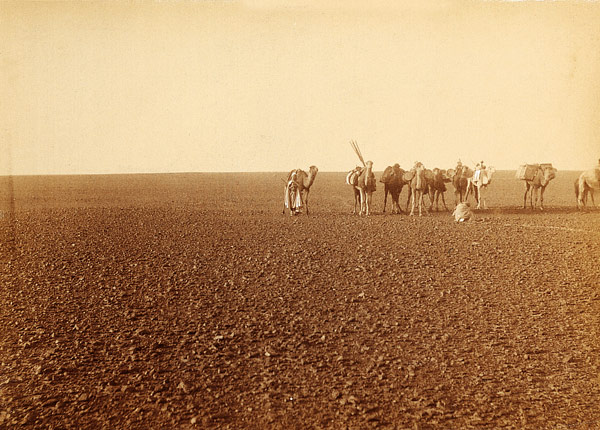
De 'zwarte' hamada bij Tademayt, Algerije

Een hamada (Arabisch: حماده, Hammada) is een woestijnlandschap, bestaande uit hoge, grotendeels kale, harde, rotsachtige plateaus met zeer weinig zand. De weinige hoeveelheid zand is het gevolg van deflatie, een eolisch proces waarbij het zand door de wind weggeblazen wordt.
Het is de benaming voor rots- en steenwoestijnen, vooral in de Sahara. Deze typen woestijn zijn meer voorkomend dan zandwoestijen, de Sahara bestaat voor circa 2/3 deel uit rots- en steenwoestijnen.

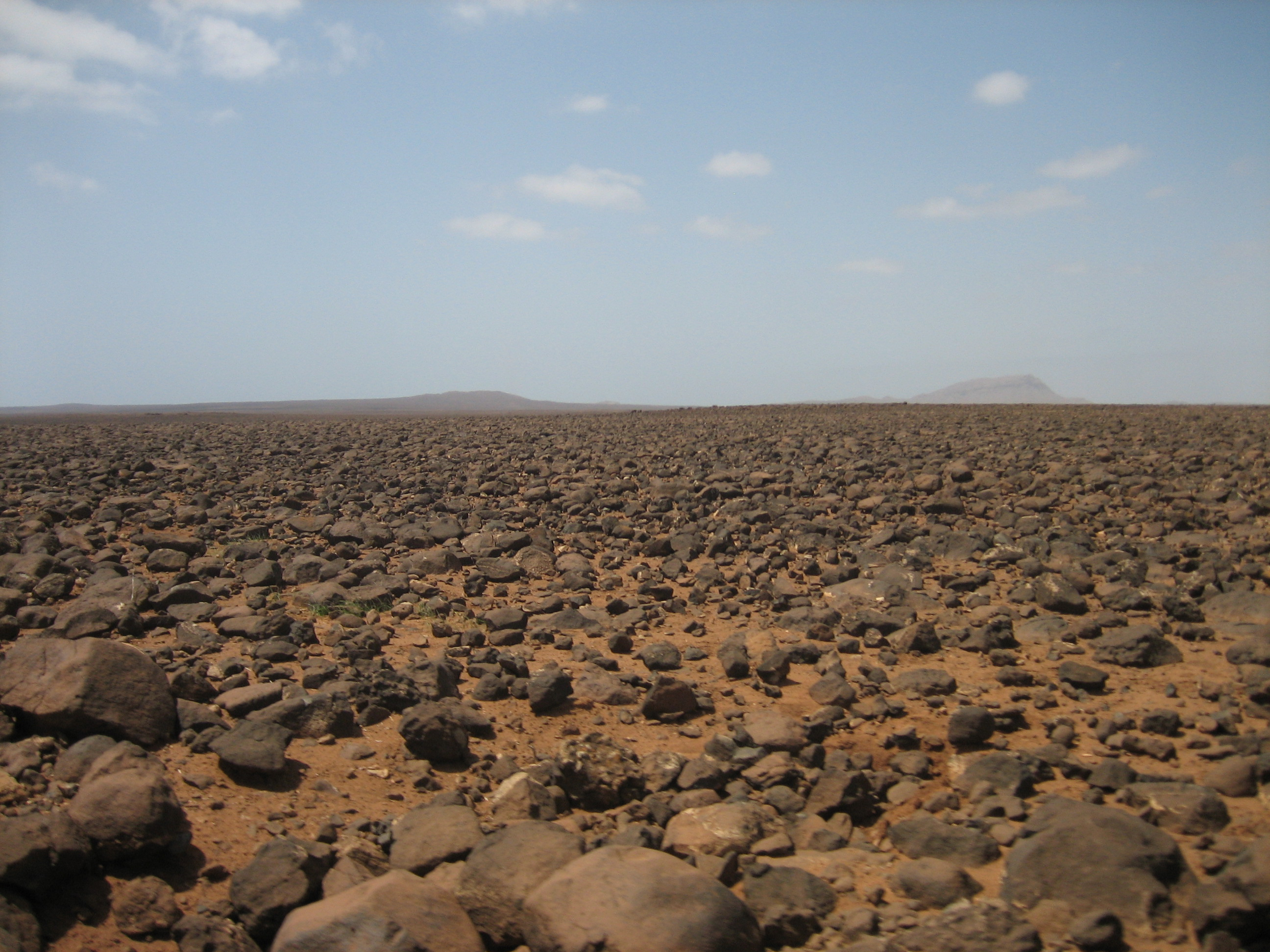
Hamada op het Kaap-Verdische eiland Boa Vista (Kaapverdië)

Zandwoestijnen worden in de Arabische wereld aangeduid met Erg. Zand en kiezel (Serir) komen in een hamada weinig voor. Een hamada bestaat uit kantige steenbrokken, waarmee het oppervlak van dit type woestijn dicht is bezaaid. Het blokvormig, hoekig puin- of rotsmateriaal is hier achtergebleven na verwering, waarna het fijnere zand wegwaaide. Voor voertuigen, kamelen en dromedarissen zijn hamada's erg moeilijk of helemaal niet door te komen.
Wegens de zeer geringe waterreserves in de rotsachtige ondergrond behoren hamada's tot de meest levensvijandige woestijnomgevingen. De vegetatie is zeer spaarzaam. Omdat de ondergrond geen water doorlaat, stroomt het incidenteel vallende regenwater zeer snel weg, waardoor wadi's zeer snel vollopen en gevaarlijker zijn dan gewoonlijk.
De grootste hamada is de Hamada du Dra in de westelijke Sahara; ook de Hamada al-Hamra in West-Libië en een deel van de Syrische woestijn ten oosten van Hauran zijn hamada's.

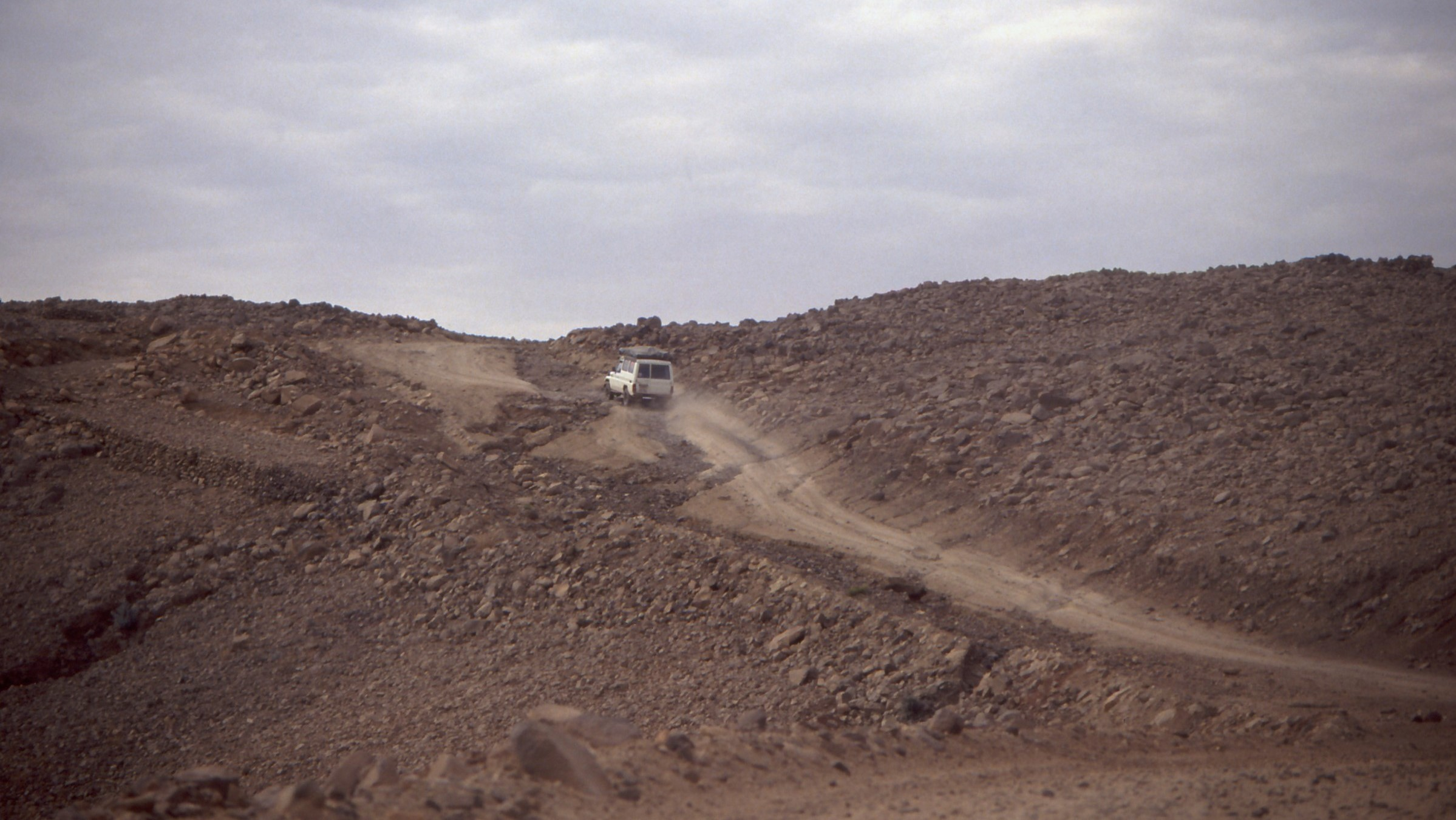
Hamada nabij het Hoggargebergte in Algerije

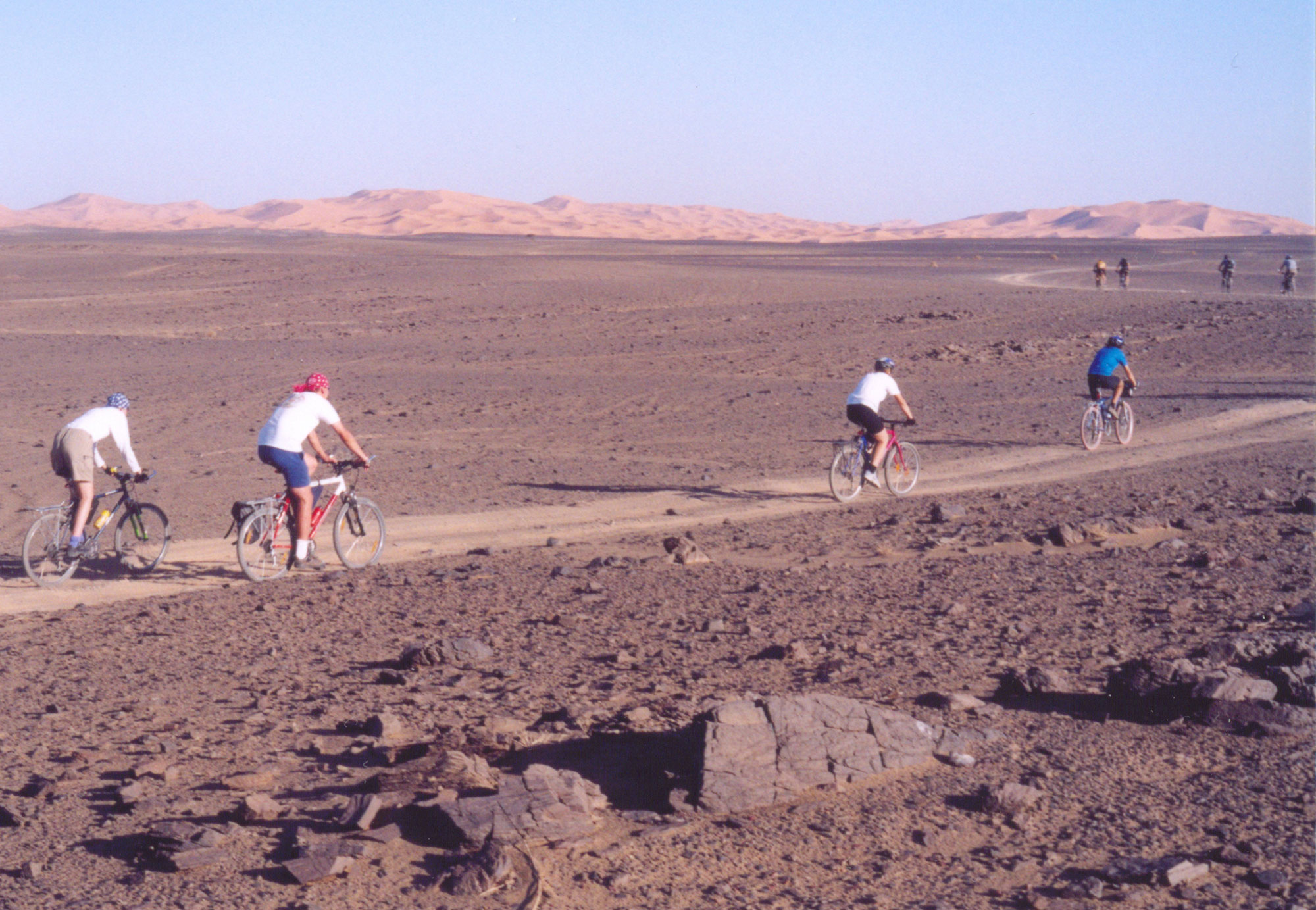
Door een Hamada naar de zandduinen van Erg Chebbi, Marokko